# Camarones (Arica)
Pour les articles homonymes, voir Camarones.
Camarones, est une commune du Chili de la province d'Arica, elle-même située dans la région d'Arica et Parinacota. En 2016, sa population s'élevait à 778 habitants. La superficie de la commune est de 3 927 km2 (densité de 0,2 hab./km2).